# Lukavice (Sanski Most)
Pour les articles homonymes, voir Lukavice.
Lukavice (en cyrillique : Лукавице) est un village de Bosnie-Herzégovine. Il est situé dans la municipalité de Sanski Most, dans le canton d'Una-Sana et dans la fédération de Bosnie-et-Herzégovine. Selon les premiers résultats du recensement bosnien de 2013, il compte 551 habitants.

## Démographie

### Évolution historique de la population dans la localité
| 1948 | 1953 | 1961 | 1971 | 1981 | 1991 | 2013 |
| ---- | ---- | ---- | ---- | ---- | ---- | ---- |
| -    | -    | 678  | 714  | 742  | 606  | 551  |

|  |